# 충남의 제안
충남의 제안은 충청남도가 지역현장에서 발생하는 다양한 사회문제에 대해 면밀히 분석하여 해결방안을 제시하고 입법과제로 제안하는 등 대한민국의 발전을 위한 일련의 과정이다.

## 추진배경
1995년 지방자치 전면 실시 이후 20년 이상이 지났지만, 조직·재정·사무권한의 중앙집권구조가 여전히 유지되고 있다. 이러한 구조 속에 지방정부는 중앙사무의 위임 관리자, 전달자 수준에 불과해 지역 실정에 맞는 창의적 정책개발과 사업수행을 독자적으로 할 수 없는 상황으로. 이로 인해 다양한 국가정책에서 지방은 소외되어 있으며 부처 간, 지방자치단체 간 차별성 없는 유사·중복 사업이 양산되고 있다. 한편, 우리 사회의 성장에 대한 가치체계는 물질·산업화·개발 중심에서환경·공존·삶의 질 중심으로 변화하고 있으며 저출산·고령화, 기후변화와 에너지 위기, 사회양극화 문제가 대두되고 있다. 충청남도는 과거 관행적인 권위주의적, 중앙집권적 시각으로는 현재 대한민국의 문제를 해결하기 어렵다고 파악하는 한편, 분권요구에 상응하는 정책역량을 키우는 지방의 노력이 필요하다고 분석했다. 

## 추진경과
충청남도는 2013년 8월 ‘충남이 제안하는 정책담론 연구기획단’을 구성해 정책특보, 정책자문위원, 교수 등 외부 전문가, 충남연구원, 도 공무원 등 분야별로 TF팀을 운영했다. 먼저, 담론의 시의성, 효과성 등을 고려해 과제별 우선순위와 타깃을 설정했고 이를 충청남도와 충남연구원이 역할을 분담해 효율적이고 책임성 있는 연구를 진행했다.
충청남도는 BH, 중앙정부, 정당 등을 대상으로 한 담론 정책화를 추진하고 충남연구원은 학회, 세미나 등을 개최해 사회전반의 여론형성과 공론화에 힘썼다. 이를 바탕으로 충청남도는 현행 법제에 대한 문제의식 개선안을 마련해 중앙정부와 국회에 제안했다. 농업·농촌의 다원적 기능 보전을 위한 농업재정 개편, 미래의 새로운 생명공간, 연안·하구 생태복원 등 충남의 지역적 특성에 주목한 제안부터, 지방정부 현장책임성 강화 위한 특행기관이양, 중앙-지방정부 간 상시적 소통·협력(제2국무회의) 등 실질적 지방자치를 위한 제안까지 30개(’16년 9개, ’17년 15개, ’18년 6개) 과제를 공론화하였다. 제안된 과제는 국정과제 및 입법화가 진행 중이며, 특히 충청남도에서 선도적으로 추진하여 중앙정부로 제안한 재정정보공개제도는 독창성과 혁신성을 인정받아 2018년 6월 공공행정 노벨상으로 불리는 UN 공공행정상을 수상하였다. 
지금도 충청남도는 도와 대한민국의 발전을 위해 지역현장을 면밀히 살피고 이를 법률 제·개정 등 근본적인 차원에서 해결할 수 있도록 다양한 노력을 기울이고 있다.

## 카드뉴스
도민들의 이해를 돕고, 충남의 제안 주요과제의 공론화를 위해 카드뉴스 7건을 제작하여 충청남도 홈페이지를 통해 공개중이다.
- 미래의 새로운 생명공간 연안·하구 생태복원[2]
- 농업·농촌의 다원적 기능 보전을 위한 농업재정 개편 제안[3]
- 국민건강을 위한 투자 미세먼지 대책[4]
- 한정된 자원인 '물' 효과적인 관리방안[5]
- 20세기 값싼 전기수급체계 이제는 바뀌어야 합니다![6]
- 나라 살림살이 납세자에게 실시간 공개[7]
- 공공요금 할인제도 올바른 운영방안[8]